# المرصد المغربي للثقافة

المرصد المغربي للثقافة هو جمعية ثقافية تأسست بتاريخ 20 فبراير 2010م بهدف الاحتجاج الذي اتخذ طابعاً عامّاً بين المثقفين المغاربة ضد التدبير الثقافي لوزارة الثقافة والحكومة المغربية بشكل عام والاختلالات التي يعرفها المشهد الثقافي بالمغرب ودور الدولة التي لا تمتلك استرايجية في تدبير هذا القطاع الحيوي وتعمد إلى تهميشه،
إن الدور الذي قام به المرصد المغربي للثقافة منذ ذلك التاريخ حتى الآن يعتبر هو محرك سبّاق للاحتجاجات الثقافية بالمغرب، ففي كل مواقفه يتخذ خطوات جريئة ومتدرجة وفي ما يلي كرونولوجيا بأهم لحظات احتجاج المثقف المغربي.

## الأنشطة الثقافية
- 20 فبراير 2010 : تجمع خطابي احتجاجي بفضاء المعرض الدولي للكتاب بالدار البيضاء ينتقد السياسة الثقافية، وقد جاء نتيجة الإعلان عن مقاطعة جميع الأنشطة الثقافية لوزارة الثقافة.
- 4 مارس 2010 : شعيب حليفي يوجه رسالة إلى المثقف المغربي للانخراط في دينامية الانتفاض ضد الفساد الثقافي.
- نهاية مارس 2010 : من أجل ميثاق وطني للثقافة؛ نداء يطلقه عبد اللطيف اللعبي (شاعر مغربي مقيم بباريس).
- من 19 أبريل إلى 2 ماي 2010 : عدد من اللقاءات المفتوحة بالدار البيضاء خلال معرض الكتاب الثالث بساحة السراغنة – الدار البيضاء همّت الوقوف على تشخيص الاختلالات الثقافية ومسؤولية الدولة.
- 8 ماي 2011 : تجمع احتجاجي للمثقفين بالدار البيضاء يؤكد أن الاحتجاج الثقافي هو جزء لا يتجزأ من الاحتجاج الاجتماعي بالمغرب. كم تمت دعوة الجمعيات إلى التنسيق.
- 10 يوليوز 2010 : بلاغ المراصدة: لا بديل عن التدبير الديمقراطي في المجال الثقافي.
- 3 نونبر 2010 : ندوة المرصد بالمركب الثقافي سيدي حول «أي دور للمثقف المغربي اليوم».
- 5 نونبر 2010 : حوار حول الثقافة المغربية، لقاء المبادرة التي دعا إليها محمد برادة (كاتب مغربي مقيم ببلجيكا).
- 16 ديسمبر 2010: وزارة الثقافة تعلن عن فتح باب الترشيح لجائزة المغرب للكتاب برسم سنة 2010 في خمسة فروع: العلوم الإنسانية والاجتماعية - الدراسات الأدبية والفنية – الشعر – السرد والمحكيات – الترجمة.
- 20 ديسمبر 2010 : المراصدة يعلنون في بلاغ رسمي عن موقف مقاطعة كل الأشطة الثقافية الحكومية في الدورة 17 لمعرض الكتاب والإمساك عن الترشح لجائزة المغرب برسم سنة 2010.
- 29 يناير 2011 : جميعا نحو التغيير: المرصد المغربي للثقافة يوجه رسالة إلى الجمعيات الثقافية المغربية لمقاطعة الأنشطة الثقافية الحكومية بالمعرض الدولي للنشر والكتاب.
- 5 فبراير2011: محمد برادة ينشر ورقة بعنوان: حـوار من أجل الثقافة المـغربية.
- 6 فبراير 2011 : المرصد المغربي للثقافة يوجه رسالة إلى الجمعيات الثقافية بالمغرب يدعوها للانخراط في قرار المقاطعة.
- 9 فبراير 2011: بلاغ مشترك لاتحاد الكُتّأب وبيت الشعر والائتلاف' يقرر فيه مقاطعة معرض الكِتاب والنشر.
- 10 فبراير2011: الإعلان عن نتائج جائزة المغرب: في مجال الدراسات الأدبية والفنية محمد بازي عن كتابه «التأويلية العربية، نحو نموذج تساندي في فهم النصوص والخطابات»، ومنحت جائزة المغرب للعلوم الإنسانية والاجتماعية مناصفة لكل من موسى الحاج عوني عن كتابه «فن المنقوشات الكتابية في المغرب الإسلامي»، وحميد تبتاو عن كتابه «الحرب والمجتمع في العصر المريني».وعادت جائزة المغرب للترجمة سعيد بنكراد عن ترجمته من اللغة الفرنسية لكتاب «سيميائيات الأهواء من حالات الأشياء إلى حالات النفس» لمؤلفيه ألجيرداس وغريماس وفونتينيي. أما جائزة المغرب للشعر فمُنحت مناصفة بين كل من فاتحة مرشيد عن ديوانها الشعري «ما لم يقل بيننا» ومحمد عزيز الحصيني عن ديوانه «أثر الصباح على الرخام».في حين فاز سعيد علوش بجائزة المغرب للسرديات والمحكيات، عن روايته «كاميكاز».

ومعلوم أن عدد الكتب التي ترشحت هذه السنة للمسابقة هي 81 مؤلفا من أصل 2200 مؤلف صدرت خلال سنة 2010.
- 11 - 20 فبراير 2011 : الدورة 17 لمعرض الكتاب والنشر بالدار البيضاء؛ والذي عرف استجابة واسعة لقرار المقاطعة.
- 5 مارس 2011 : المرصد المغربي للثقافة يصدر نداء للتغيير والانخراط في حركة الاحتجاج العامة مركزا مطالبه حول الثقافة والتعليم والبحث العلمي والإعلام العمومي.
- 8 مارس 2011 : وقفة احتجاجية للمثقفين المغاربة أمام وزارة الثقافة.